# Balada z hadrů
Balada z hadrů je 22. divadelní hra autorů Jana Wericha a Jiřího Voskovce s hudbou Jaroslava Ježka, v éře Osvobozeného divadla, i když premiéra této hry byla 28. listopadu 1935 ve Spoutaném divadle, kam se museli přesunout po odchodu z Divadla u Nováků.
Režie Jindřich Honzl, hudba Jaroslav Ježek, balet Lotte Goslar, výprava Bedřich Feuerstein, kostýmy František Zelenka. Hra předčila všechny dosavadní úspěchy a dočkala se 245 repríz.

## Historie
V roce 1935 jim nabídl filmový magnát Miloš Havel spolupráci. Navrhli zfilmovat svou starší hru Golem. Osvobozené divadlo bylo tedy dobrovolně dvojicí uzavřeno, uzavření divadla bylo uváděno jako projev cenzury či tvůrčí únavy. V+W objížděli po celé léto československou republiku, aby sehnali dostatek finančních prostředků na natočení filmu. Nakonec ale ve filmu vůbec nehráli a figurovali jen jako autoři námětu.
V+W poznali, že opuštění divadla U Nováků byla chyba, ale vrátit se tam už nemohli, protože prostor si mezi tím pronajalo operetní divadlo Járy Kohouta. Nakonec našli útočiště v sálku Rokoko v paláci Lucerna a přejmenovali se na Spoutané divadlo. Finanční situace a menší jeviště je donutilo zeštíhlit provoz, zmenšit umělecký soubor (někteří protagonisté OD získali angažmá v operetě Járy Kohouta). Změny pocítil i Jaroslav Ježek v zeštíhleném orchestru a divadlo se muselo obejít i bez baletu. Místo Jenčíkových girls najali německou tanečnici Lotte Goslar, která v Baladě z hadrů tancovala sólová čísla. Balada z hadrů byla první premiérou v nových podmínkách. Nicméně obrovský úspěch hry o životě Françoise Villona jim umožnil se vrátit zpátky do Divadla u Nováků.

## Osoby a obsazení
Prolog
| Kateřina     | Jarmila Švabíková    |
| Žebračka     | L. Molnárová         |
| Nezaměstnaný | František Filipovský |
| Nezaměstnaná | Blanka Waleská       |
| Student      | Bohuš Záhorský       |
| Herec        | Jindřich Plachta     |
| Hlídač       | J. Šavrda            |

Osoby hry
| Francois Villon, básník      | Bohuš Záhorský       |
| Purkmistr města Paříže       | Jindřich Plachta     |
| Catherine de Vausselles      | Jarmila Švabíková    |
| Mistr Filip Sermoise         | František Filipovský |
| Královský prevot z Chateletu | František Černý      |
| Žebračka                     | L. Molnárová         |
| Šenkýřka z taverny U Šišky   | I. Luchnýřová        |
| Vykladačka                   | Blanka Waleská       |
| Nuzák                        | J. Šavrda            |
| Georges, antoušek            | Jiří Voskovec        |
| Jehan, ponocný               | Jan Werich           |

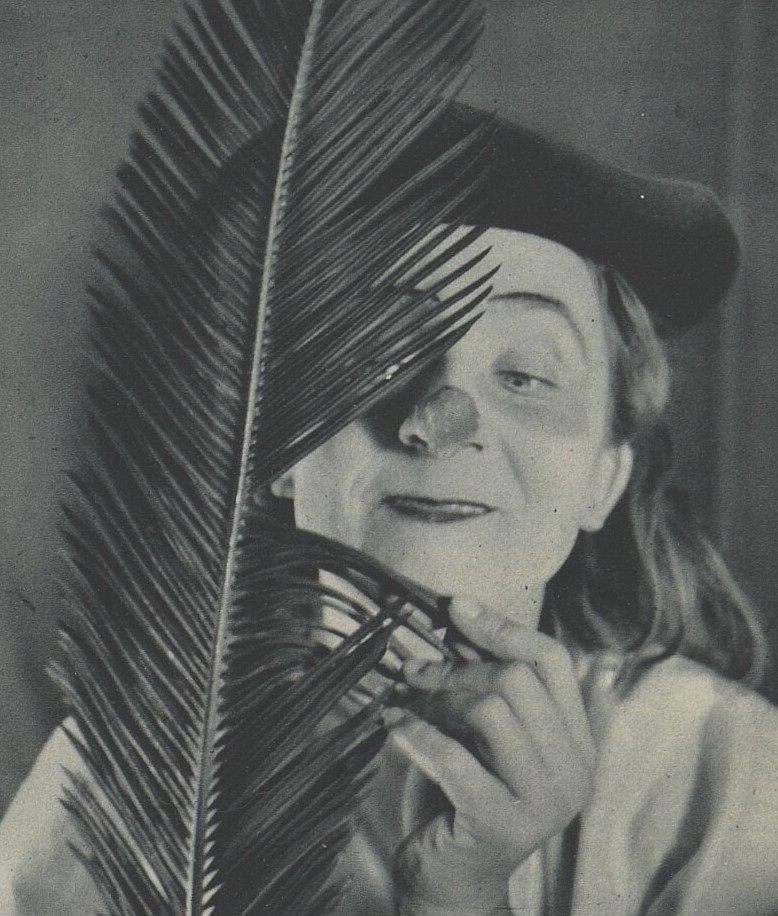
Německá tanečnice Lotte Goslar, která v Baladě z hadrů hostovala. Fotografie je ze scény Anděl strážný rozmlouvá s hříšníkem.

Ve hře měla samostatné taneční výstupy německá tanečnice Lotte Goslar. Jednotlivé výstupy nesly názvy: Kráska odhalí svou strašnou tvář, Anděl strážný rozmlouvá s hříšníkem, Čistokrevný jelen, Fillede de Joie – opilý monolog stárnoucí pouliční holky o ztracených řemeslných svodech, Básníkova slova (v kostýmu Francoise Villona).

## Děj
Hra je koncipována formou divadlo na divadle.
Ve staré cihelně nocují vyděděnci společnosti – prostitutka Kateřina, žebračka a několik nezaměstnaných. Stěžují si navzájem na svou bídu. Občas je navštíví chudý student, který má rád verše francouzského básníka Francoise Villona, jejichž přednesem vylepšuje beznadějnou atmosféru cihelny. Jednoho dne k nim zavítá chudý herec, který nosí ve své brašně divadelní kostýmy a díky nim si mohou zahrát příběh básníka Villona v Paříži v roce 1455, kdy se odehrává hlavní děj Balady z hadrů.
V Paříži se zpívá protikrálovská básnička „Hej, pane králi!“, kterou napsal právě Villon a která je zakázaná pod přísným trestem. Purkmistr potřebuje záminku, aby mohl Villona zatknout a chce k tomu zneužít Kateřinu, do které je Villon zamilovaný. Ta s plánem souhlasí, ale Kateřina purkmistra podvede. Její bratranec Filip potřebuje peníze, a tak purkmistra ve spaní okradou. Filip, kromě peněz, ukradne i vzácný pohár. Kateřina vzbudí purkmistra a namluví mu, že ho okradl Francois Villon, a že je potřeba zloděje zatknout. Purkmistr vyběhne v noční košili do města, kde ho zadrží antoušek Georges na pranýři s ponocným Jehanem, kteří si zrovna zpívají Villonovu písničku. Rozzlobený purkmistr nakonec skončí jako záletník na pranýři místo Georgese. V hospodě hraje Villon kostky s bratrancem Filipem. Do hry se zapojí antoušek a ponocný a obehrají Filipa o všechny peníze i o ukradený pohár. Když Villon uvidí purkmistrův pohár, všechno mu dojde – tedy částečně – protože Kateřinu stále miluje. Policejní prefekt, který na příkaz purkmistra prohledává město a hledá zloděje poháru, úplatně zabaví všechny peníze a nechá Villona utéct. Později Filip shodí Villona z mostu do studené vody, což on sice přežije, ale v horečkách blouzní a uteče ke Kateřině, kde uvidí pohár, který měl u sebe před pádem do vody. Teprve teď mu dojde i Kateřinina role v celém komplotu. Začne se s Filipem prát a Filip ho řízne do tváře. V zápalu boje Villon Filipa zabije a purkmistr má konečně záminku, aby mohl Villona před spoustou lidi popravit. Villon získal pověst zloděje a zabijáka, je tak vyobcován do společnosti lidské spodiny. Jeho největší vina spočívala v tom, že se narodil jako básník, jenž svou buřičskou řečí dokázal šlehat panstvo na nejcitlivější místa. 
A jsme zpátky v přítomnosti. Přichází hlídač, který nechával chudáky v cihelně tajně přespávat a zděsí se, když uvidí mrtvolu... Tady hra končí, všichni hlídači vysvětlí, že si jen zahráli divadlo o básníkovi Villonovi.

## Hudba ze hry
Ve hře zazní písně Hej pane králi, Potopa, Svět na ruby, Tři košile děda Nezamysla, Proti větru.

### Nahrávky
Některé písně a orchestrální skladby byly v prosinci 1935 a v říjnu 1936 zaznamenány na gramofonové desky firmy Ultraphon:
1. Hej, pane králi, Jaroslav Ježek / Voskovec a Werich
2. Svět naruby, Jaroslav Ježek, orchestrální verze, diriguje Marco Baben
3. Potopa, Jaroslav Ježek / Voskovec a Werich
4. Red Hot Poker, Jaroslav Ježek, orchestrální skladba, diriguje Marco Baben
5. Svět naruby, Jaroslav Ježek / Voskovec a Werich[2]

## Pozdější uvedení
Baladu z hadrů uvedlo Divadlo ABC znovu v roce 1957 s Janem Werichem a Miroslavem Horníčkem místo Jiřího Voskovce, který v té době už žil v USA. Dále hráli Gustav Heverle, Václav Trégl, Lubomír Kostelka, Jiřina Bohdalová, Stella Zázvorková a Elena Hálková. Jednu z repríz v roce 1960 natočila Československá televize v režii Miroslava Zachaty.